# Perdões (kommun)
Perdões är en kommun i Brasilien.   Den ligger i delstaten Minas Gerais, i den sydöstra delen av landet, 700 km sydost om huvudstaden Brasília. Antalet invånare är 20 140. Arean är 277 kvadratkilometer.
Terrängen i Perdões är platt åt sydost, men åt nordväst är den kuperad.
Följande samhällen finns i Perdões:
- Perdões

Omgivningarna runt Perdões är huvudsakligen savann. Runt Perdões är det ganska tätbefolkat, med 93 invånare per kvadratkilometer.